# Danae (Tintoretto)
La Danae è un dipinto del pittore veneziano Jacopo Robusti, detto il Tintoretto, dipinto nel 1570 circa e conservato al museo di belle arti di Lione, che lo acquistò nel 1811.

## Storia
La Danae venne dipinta dal Tintoretto nel 1570 circa. Il suo committente non è mai stato identificato nonostante si conosca bene la storia del quadro dalla sua partenza da Venezia negli anni che seguirono la sua creazione fino alla sua entrata al museo lionese, poiché appartenne a delle collezioni prestigiose. In effetti, si sa che nel 1574 Tintoretto aveva dipinto un quadro per celebrare l'incontro tra il re di Francia Enrico III e una celebre cortigiana veneziana dell'epoca, Veronica Franco, ma nulla indica con certezza che si tratti di questo dipinto. Nel 1624 la tela finì in Francia in quanto venne acquistata a Parigi da George Villiers, il primo duca di Buckingham. Nel 1649 il suo successore la vendette ad Anversa all'imperatore Ferdinando III d'Asburgo, che la acquistò tramite suo fratello, l'arciduca Leopoldo Guglielmo, governatore dei Paesi Bassi spagnoli e grande collezionista. Una volta in possesso dell'imperatore, la Danae venne esposta al castello di Praga fino al 1718, quando probabilmente venne trasferita nella galleria imperiale del palazzo del Belvedere a Vienna. Fu lì che nel 1809 il quadro venne sequestrato e inviato in Francia dalle truppe napoleoniche. Nel 1811, venne assegnato dallo stato al museo di belle arti di Lione.

## Descrizione e analisi
La leggenda narra che, per evitarsi il compiersi della profezia dell'oracolo secondo la quale sarebbe stato ucciso da suo nipote, Acrisio, il re di Argo, avrebbe rinchiuso sua figlia Danae in una camera sulla sommità di una torre di bronzo e dalle finestre chiuse da sbarre spesse. Ma Zeus, il re degli dei, riuscì a infiltrarsi nella sua camera sotto forma di una pioggia d'oro e sedusse la bella Danae. Dalla loro unione nacque l'eroe Perseo, il celebre vincitore della Medusa, che ucciderà per sbaglio suo nonno Acrisio, facendo sì che la profezia si compia davvero.
L'episodio della pioggia aurea, scelto dal Tintoretto, venne dipinto spesso nel Rinascimento: per gli artisti questa scena era un'occasione per ritrarre un nudo femminile, così come degli altri episodi mitologici che mettevano in scena delle Veneri denudate. Il tema, comunque, venne trattato poco dal Tintoretto se si compara, per esempio, alle Veneri di Tiziano, come la Venere di Urbino, o alla Danae della quale egli realizzò quattro versioni. La scena dipinta dal Tintoretto, inoltre, è priva della poesia che si ritrova nelle versioni dipinte dal Tiziano.
Tintoretto raffigura la figlia di Acrisio mentre fa raccogliere alla sua serva tutte le monete d'oro cadute dal cielo. Questa figura, anche se verosimilmente è ispirata a Tiziano (che la ritrae in tre delle sue Danae), ha un ruolo più importante nella composizione tintorettesca: la serva si trova in primo piano e, al contrario dei quadri tizianeschi nei quali viene rappresentata come una vecchia laida, qui è una serva giovane e adorabile. In basso a sinistra si trova un cane che riposa, mentre appoggiato alla finestra si trova un liuto. Questa lettura dell'opera è in linea con l'ipotesi avanzata da alcuni critici, i quali vedono in questo dipinto una celebrazione dell'incontro, avvenuto nel 1574, tra Enrico III di Francia e Veronica Franco.
La composizione dell'opera, dominata dalle linee diagonali che formano il corpo delle due donne e le pieghe delle tende, è, dal canto suo, una caratteristica dell'arte del Tintoretto, così come i colori scintillanti, il tocco rapido e il plasticismo dei personaggi, dalla forma allungata.